# 小笠原流

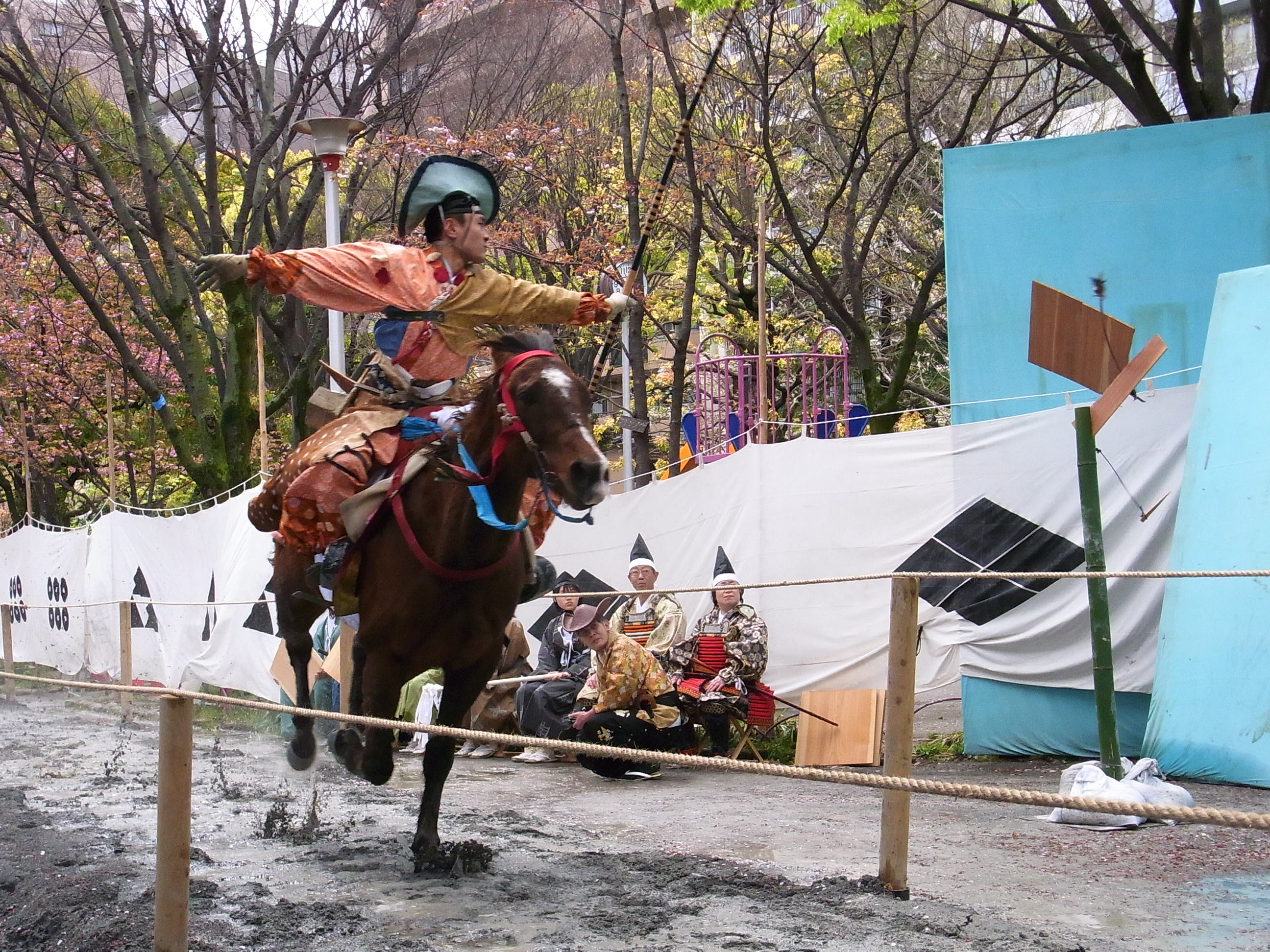
小笠原流流鏑馬（浅草流鏑馬、2010年4月撮影）

小笠原流（おがさわらりゅう）は、武家故実（弓馬故実）、軍陣故実、弓術、馬術、礼法（礼儀作法）の流派。
他に、兵法、煎茶道、茶道に小笠原流を名乗る流派がある。
原型となったのは小笠原氏家伝の故実であり、室町時代中期以降、小笠原氏が武家社会における故実の指導的存在となったことから、同家の故実が武家全体に重んじられた。
「小笠原流」と呼称されるものは歴史上いくつか存在し、それぞれ内容や伝えた家系が異なるために区別が必要である。現存の関係団体の中には、自系統の来歴のみを述べ、別系統について触れないものもある。また、小笠原流の歴史に関しては後世の創作や仮託が広く流布しているため、史実との峻別も必要である。大別すると以下の６種に分類できる。
1. 室町幕府奉公衆京都小笠原氏による武家故実、弓術、馬術、諸礼法。
2. 戦国時代の小笠原長時・貞慶父子による故実研究に始まり、各地に広がった故実礼法。特に江戸時代初期の水島卜也の系統は民間はじめ武家社会にも広く普及した。
3. 江戸幕府旗本小笠原氏による武家故実、弓術、馬術、礼法の流派。もの。京都小笠原氏庶流の子孫である小笠原縫殿助家と、小笠原総領家庶流赤沢氏の子孫で小笠原に復姓した小笠原平兵衛家の2家が徳川氏に仕え故実を伝え、江戸中期に復興された流鏑馬等の諸儀式を支配した。明治維新前後に縫殿助家は絶えたが、平兵衛家が「弓馬術礼法小笠原流（小笠原教場）」の宗家として現在まで継承している。
4. 兵法の一流派。室町時代の京都小笠原氏一族とされる小笠原宮内大輔氏隆が祖。
5. 煎茶道の一流派。小笠原流煎茶道。
6. 旧小倉藩主家である小笠原家総領家に伝わる茶道及び礼法の一流派。小笠原家茶道古流と小笠原流礼法。昭和時代に第32代小笠原忠統によって民間に広まった。

本稿では1～4を中心に記述する。1.2.については#歴史参照。3.5.6.は#現存団体参照。各家系の詳細は小笠原氏、赤沢氏 参照の事。

## 現存団体
現存の各団体の概要と来歴は以下の通り。
小笠原流の歴史として流布しているものとしては、本朝武芸小伝などの江戸時代以来の書籍や、寛政重修諸家譜等の家譜、また弓道家による書籍などである。資料間で相違する内容も多いが、以下一般的な小笠原流弓馬術礼法の伝承を主体にとして記述する。なお、これらはあくまで流派の伝承であり、歴史的裏付けがあるとは限らない。

### 小笠原流弓馬術礼法（平兵衛家系）
流派の始祖としては、小笠原家の初代小笠原長清とするもの、7代小笠原貞宗とするもの（本朝武芸小伝等）、さらには遠祖の貞純親王とするもの等がある。
寛政重修諸家譜等に見える家伝によれば、小笠原氏は遠祖の貞純親王以来の「糾法」（きゅうほう、弓馬術礼法）を代々伝え、鎌倉時代には初代の小笠原長清が源頼朝の、2代小笠原長経が源実朝の糾法（きゅうほう）師範に命じられたとする。7代目の小笠原貞宗は南北朝時代に後醍醐天皇に仕え「弓馬の妙蘊に達し、かつ礼法を新定して、武家の定式とするなり」という御手判を賜り、このとき「弓・馬・礼」の三法をもって糾法とした。また「王」の字の紋を与えられ、これが現在にも伝わる三階菱の家紋である。
なおこの時期に、貞宗と一族の小笠原（赤沢）常興は『修身論』及び『体用論』をまとめ、今日の小笠原流の基礎を築いたとされる。
室町時代には、足利義満の命により、10代小笠原長秀が今川左京大夫氏頼・伊勢武蔵守憲忠と共に「三議一統」を編纂。武士の一般常識をまとめたとされる。18代小笠原貞慶は、「三議一統」後に加えられた記述をし、武家礼法を「小笠原礼書七冊」としてまとめた。
小笠原家は代々、総領家（本家）が糾法および小笠原流礼法全般をとりしきっていたが、総領家17代の小笠原長時とその子貞慶期には戦国大名として、信濃侵攻を行った甲斐の武田信玄と戦いを繰り広げる中、弓馬礼法の伝統を絶やさないため、永禄5年（1562年）、一族筋にあたる赤沢経直（小笠原貞経）に糾法的伝と系図、記録を携え、弓馬術礼法の宗家の道統を託した。道統とは小笠原の弓・馬・礼の三法の総取り仕切り役の正統継承を意味する。つまりこのとき、総領家と弓馬礼法の家が分離した。
この後、赤沢経直は徳川家康に仕えて小笠原姓に復した。弓馬礼法宗家筋となったこの家系（平兵衛家）は歴代将軍に仕え、将軍家子女の婚礼や元服の儀式に与るとともに、8代将軍徳川吉宗の命により復興された流鏑馬（騎射挟物）が第20代小笠原常春に預けられ、以後代々騎射師範として門弟を指揮し、高田馬場等で行うなどしている。
明治以降も継承され現在、小笠原清忠が弓馬術礼法教場31世宗家。弓馬術礼法の継承者として、大的式・百々手式・草鹿等の歩射、流鏑馬・笠懸などの騎射の各種の式を明治神宮や熱田神宮、伊勢神宮、靖国神社、鶴岡八幡宮など各地で行っている。
なお清忠の嫡男小笠原清基は特定非営利活動法人 小笠原流・小笠原教場の理事長を務めている。小笠原流礼法は登録商標（商標登録番号 第3076080号）となっていて小笠原教場以外が、「小笠原流礼法」の名称を使用して教えることは禁じられている。
なお、弓術流派としての小笠原流は、室町時代後期に戦陣の歩射を起源として興った日置流の斜面打起しに対し、騎射由来である正面打起しを行う点に特色がある。体配（行射の作法）も日置流とは異なり、今日的な用語で礼射系と分類される。射法に関しては日置流の影響を受けている。
- 小笠原流の射手
- 草鹿式の的
- 三々九手挟式
- 小笠原流の流鏑馬射手
- 騎射挟物（鶴岡八幡宮）

### 小笠原流礼法（総領家系）
昭和期に、小笠原総領家（旧小倉藩主家）第32代の小笠原忠統は、『小笠原流礼法伝書』（東洋文庫）等を出版し、家伝の古文書や教えをもとに一般へ向けて礼法の普及に努めた。忠統は、糾法・弓馬礼の内、一般生活に関わる「礼」に特化し教授した。
忠統の流れには、「小笠原惣領家流礼法本部」と「小笠原流礼法宗家本部」（宗家 小笠原敬承斎）の組織がある。これらの系統は礼法のみ教授し、武家故実の中核である弓馬術の教授・実践はしていないが、忠統の流れを汲み弓馬術を実践している「小笠原流　流鏑馬」（宗家 源長統）という組織もある。
ただし前述のとおり、「小笠原流礼法」の商標権は小笠原教場の清忠が保有しており、総領家系のいかなる団体も使用できないはずである。

### 小笠原流煎茶道
小笠原流煎茶道（おがさわらりゅうせんちゃどう）は小笠原長清の父、加賀美遠光以来の作法とされる。小笠原流作法を基礎とした煎茶道の流派である。平成3年（1991年）財団法人小笠原流煎茶道が設立された。現在の家元は小笠原秀道（しゅうどう）。

### 小笠原家古流（抹茶）
小笠原家茶道古流のほかに、小笠原流を名乗っていないが、上記忠真の弟で三河吉田藩（愛知県豊橋市）主・小笠原忠知（その子孫は明治維新時は肥前唐津藩主、現在の佐賀県唐津市）が、三千家の祖の父の千宗旦の四天王の山田宗徧を迎えて興された流派がある。これが宗徧流茶道である。但し、これは千家の流派であるため、小笠原流とは呼ばない。

## 歴史
小笠原流の歴史に関しては、長らく本格的な学術的研究は行われていなかったが、二木謙一が「室町幕府弓馬故実家小笠原氏の成立」（『中世武家儀礼の研究』収録）にて、小笠原氏が武家故実の指導的立場となったのは室町時代中期以降であること、その主体も小笠原宗家でなく京都小笠原氏であること等を指摘して以来、定説となっている。

### 鎌倉時代
小笠原流の歴史については、海野幸氏・望月重隆・武田信光に次いで「弓馬四天王」の末席に小笠原長清が列され、初期の鎌倉幕府で重きをなしたことから
鎌倉時代以来武家社会の故実の立場にあったとされてきた。
しかし『吾妻鏡』には、小笠原家が「糾法師範」を勤めたなどの記述はなく海野幸氏〖弓馬の宗家〗と記載がある矛盾点から、弓道史家で小笠原流の弓道家齋藤直芳は、小笠原家が故実の中心であったことを否定している。
また二木によれば、そもそも鎌倉幕府では、小笠原家のような源氏系の故実より、むしろ藤原秀郷流の故実が重視されていた。
古来から朝廷や東国武士の間で勇名をはせる滋野家の望月の駒から産出される駿馬に騎射の技術は鎌倉幕府から弓馬の宗家と謳われ、同族の望月重隆は源頼朝から日の本一の弓上手という勇名を賜り、武田信光は流鏑馬の大会に於いて優秀な成績を修めているのに対し、小笠原家は有名の割に故実が乏しく戦果も心許無いのにもかかわらず弓馬四天王に列されたのは、加賀美遠光の縁者であるが故の厚遇とされる。
ただ、当時の武家においては、家々に独自の故実を有している例が多いので、各家が独自のしきたりや故実を古くから有していたことが否定されているわけではない。

### 室町時代
室町時代には 足利氏が将軍となったことで、幕府では秀郷流に代わり義家流の故実が標榜されるようになり、同じ清和源氏系の各家の故実も重視されるようになった。武家故実、特に殿中儀礼や諸儀礼が整ったのはこの時代とされる。二木は室町時代の資料調査をもとに、小笠原流が武家社会の規範となる地位を得たのは室町時代中期、足利義教の代であるとした。またそれを担ったのも従来言われていた小笠原宗家ではなく、京都小笠原氏であるとした。
京都小笠原氏は小笠原貞宗の兄弟小笠原貞長が始祖で、室町幕府の奉公衆となり、幕府初期より幕府の的始などにたびたび参加した。幕府の的始は重要な儀礼であり、その大役である弓太郎（一番目の射手）は京都小笠原氏から任じられる事が多かった。
ただ、京都小笠原氏の「将軍家師範」としての地位が確立したのは六代将軍義教以降である。のちに他の武家でも小笠原家の弓馬故実が重視されるようになり、武家社会の規範としての地位を得るにいたった。
この時代に多くの故実書も成立するが、『三議一統』のように成立年代や成立過程に疑義の呈されているものもあり、流派史をたどる上で注意が必要である（ただし史料としての価値と伝書としての価値は別のものである）。
戦国時代に室町幕府が衰退するとに諸儀式は途絶え、京都小笠原家も零落した。嫡流の小笠原稙清は足利義輝の近習であったが永禄の変で義輝と共に討死したとされ、稙清の子小笠原秀清（少斎）は細川氏に仕えた。子孫は熊本藩士となり故実を伝えた。
京都小笠原家の庶流も奉公衆として故実に関与していたが、足利義澄没後に関東に下向し、姻戚の後北条氏の許に身を寄せた。北条氏没落後は小笠原康広が徳川家に仕え旗本となった（縫殿助家）。
なおこの時代、総領家の小笠原長時や小笠原貞慶が故実研究に意欲を見せている。長時らからは小笠原一族の赤沢経直（改名し小笠原貞経、旗本小笠原平兵衛家祖）、星野味庵、小池甚之丞貞成などが伝授されたという。小池から斎藤三郎右衛門久也－水島卜也と続く系統は世間に広く流布した。そのため現存している小笠原流礼法の伝書に記される系譜は、多くのものが長時を初代としている。ただし、この系統に関しては、室町期の小笠原家の故実とは家系も性格も明らかに異なっていることを無視することはできない。

### 江戸時代
江戸幕府で故実に関わった小笠原氏としては、後北条氏の家臣となっていた家系（縫殿助家）と小笠原氏庶流の赤沢氏（平兵衛家）があった。
その他、小笠原長時の流れを汲む水島卜也（之成）は、江戸で新旧の内容を取り混ぜて故実礼法を教授した。天和元年（1681年）には徳川徳松の髪置の儀（七五三参照）の際に守役の堀田正英の命で白髪を献上し、これ以来有名となった。この流れは民間で積極的に教授された他、武家にも普及し、松岡辰方らの著名な故実家も輩出している。
江戸時代前期、幕府では弓術の将軍上覧が行われていたが、故実に依拠した射礼や騎射は室町幕府以来途絶えていた。徳川吉宗は紀伊藩主時代からこれらの古式の復興に積極的で、将軍就任後も諸家に伝わる文書や絵を調査させ、流鏑馬、笠懸、犬追物、射礼（的始）等を復興させた。ただ流鏑馬については装束などの考証が十分ではなかったので流鏑馬ではなく「騎射挟物」と称し、新式の騎射として制定した。
復興した諸式は、歩射は小笠原縫殿助家（旗本、785石）の小笠原持広に、騎射は小笠原平兵衛家（旗本、500石）の小笠原常春にあずけられ、各々が師範となって旗本などに教授し、式を司った。これ以後幕末まで、古式による射礼や騎射がしばしば行われた。
小笠原縫殿助家の幕末の当主小笠原鐘次郎は講武所の弓術師範を務めたが、弓術はすぐに科目から除かれた。明治維新前後には家系も絶えた。
なお、松尾小笠原家が藩主となった越前勝山藩においても流鏑馬や笠懸が行われていた。
- 江戸時代の流鏑馬の様子（穴八幡所蔵「流鏑馬絵巻」（1738年頃）部分。 ）
- 江戸時代の江戸城での射場始（弓場始）（『千代田之御表』より。明治30年(1896年)発行。楊洲周延作画。
- 江戸時代の流鏑馬上覧（『千代田之御表』より。明治30年(1896年)発行。揚洲周延作画。

### 明治以降
維新後に縫殿助家は絶え、平兵衛家が小笠原流を司るようになった。武家社会の終焉により幕府などの後ろ盾を失ったが、旧来の兵法家、武家層などが流儀の保存に努めたほか、平兵衛家の当主小笠原清務は流儀の教授を一般にも開放し、東京女子師範学校（現・お茶の水女子大学）、女子学習院などで作法を教授した。こうした近代化への対応と学校教育への採用により、明治以降も小笠原流の伝統は存続した。清務の次は清明が継ぎ、各地の流鏑馬復興に努め現在に至る。

## 備考
- 小笠原流礼法は、武家における「礼法三家」の一つであり、この他、「伊勢流」と「今川流」が室町期当時に栄えていた[7]。これは足利家が成り上がりの将軍であり、守護や大名に対して権威を高める必要が生じた為、三代将軍義満が、伊勢・小笠原・今川の三名家に礼法の師範を命じた事による（従って、小笠原流が礼法師範を独占していたわけではない）。また、近世に栄えた礼法として、「吉良流礼法」がある。
- 小笠原流馬術は一騎討ち全盛の時代に成立したもので、集団騎馬戦向きではない[8]。個人戦が主流の時代には相手の馬に噛みつくなど気性の荒い馬（日本在来馬）が好まれたが、集団戦に移行した戦国時代には乗り手に従順で統率が取りやすい馬が求められたことや、馬具の改良により実践的な馬術は大坪流のような集団戦向きの流派が主流となっていった。